# Helene Arkhem

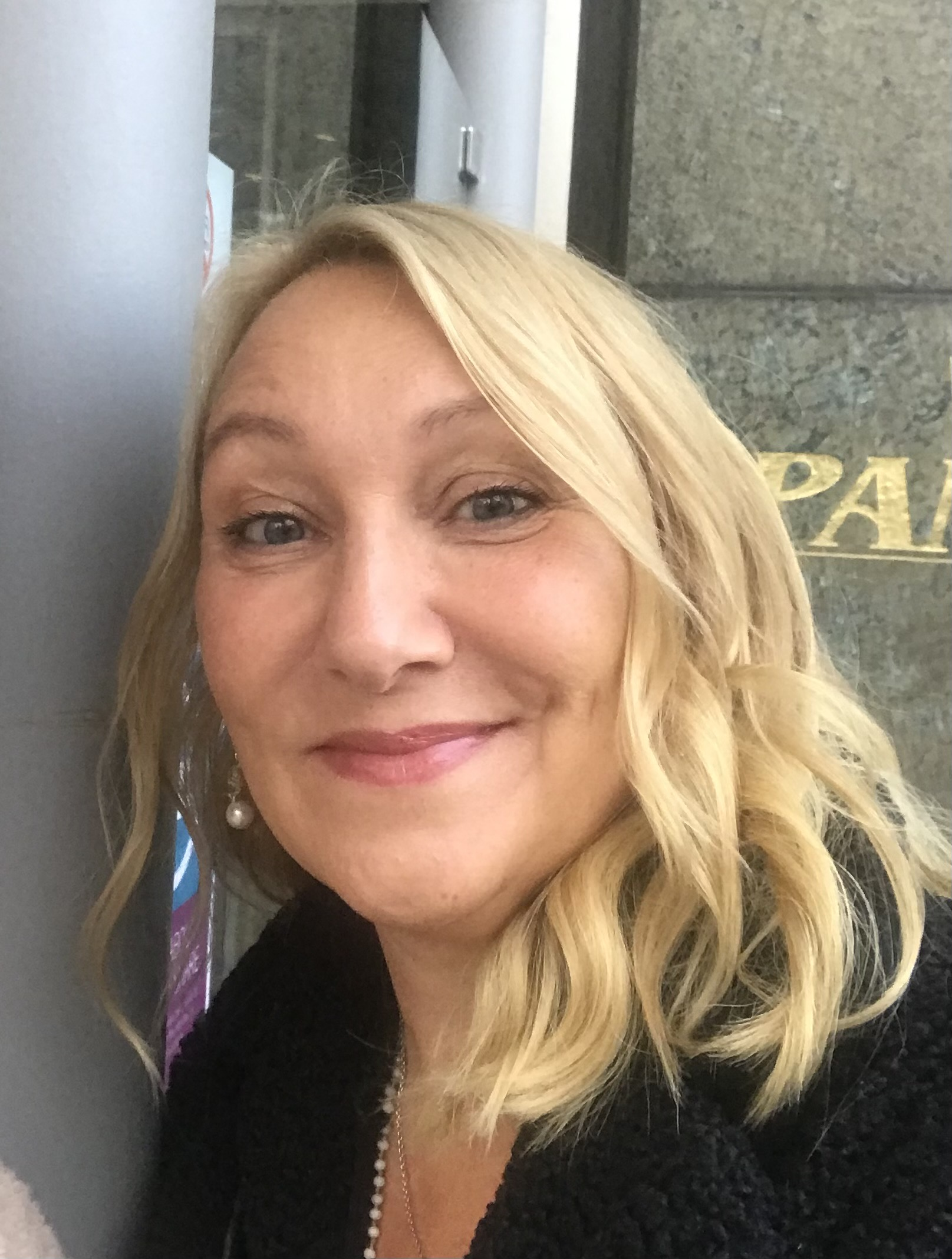
Helene Arkhem

Helene Ingrid Cecilia Arkhem, född 29 april 1963 i Badelunda församling i Västerås, är en svensk journalist, redaktör, författare och samtalsterapeut.

## Biografi
Arkhem började sin journalistkarriär 1984 som redaktör för personaltidningen Tomtebodaposten på Tomteboda postterminal.
Arkhem har arbetat som skribent, chefredaktör och redaktionschef för flera svenska tidningar, däribland VLT, Frida, Vecko-Revyn, Amelia, Aftonbladet Söndag (bilaga till Aftonbladet), Kattis & Company, ToppHälsa, Allt om Resor och Året Runt. Under 2020 började Arkhem som redaktör på tidningen Gods & Gårdar på Bonnier News/Expressen. Sedan 2022 är hon ansvarig redaktör/chefredaktör för denna tidning.

## Författarskap
Tillsammans med skådespelaren Nina Gunke, som fick diagnosen Alzheimers sjukdom 2021, har Arkhem skrivit boken Innan jag glömmer (The Book Affair förlag). Boken är Nina Gunkes självbiografi, om livet före och efter Alzheimerdiagnosen och innehåller även fakta om demenssjukdomen. Innan jag glömmer utkom på Alzheimerdagen den 21 september 2022. En del av bokens intäkter går till Alzheimerfonden, som stöttar forskning om Alzheimers sjukdom. Nina Gunke är ambassadör för Alzheimerfonden sedan våren 2022. Boken toppade försäljningslistorna och fick uppmärksamhet i media. Innan jag glömmer blev även nominerad till Stora Ljudbokspriset Storytel Awards, kategorin fakta, 2023.

## Familj
Helene Arkhem är sedan 2003 gift med maken Joakim Ahlberg och har tre barn.